# 翁瑞亨
翁瑞亨（1950年—），生於臺灣台南，外科醫師，第十六屆醫療奉獻獎得主。現為牧師。

## 經歷
- 1975年，畢業於國立臺灣大學醫學系。退伍後進入臺大醫院接受外科住院醫師訓練。[1]
- 1981年—1982年，擔任恆春基督教醫院院長，全院僅兩位醫師。[2]
- 1983年—1987年，擔任屏東基督教醫院院長。[3]
- 1987年—2000年，擔任嘉義基督教醫院院長，推動社區服務及海外義診。[3]
- 2001年—2003年，出任行政院國民健康局首任局長。[4][5]
- 2006年，獲第十六屆醫療奉獻獎。[6]
- 2008年，偕同妻子蔡淑壬至泰國擔任醫療宣教士。[7][8]
- 2014年，取得台灣信義神學院神學碩士學位。[1]
- 2020年起，擔任財團法人戴德森教育事務基金會董事長。[9]